# 亞歷山大麝香

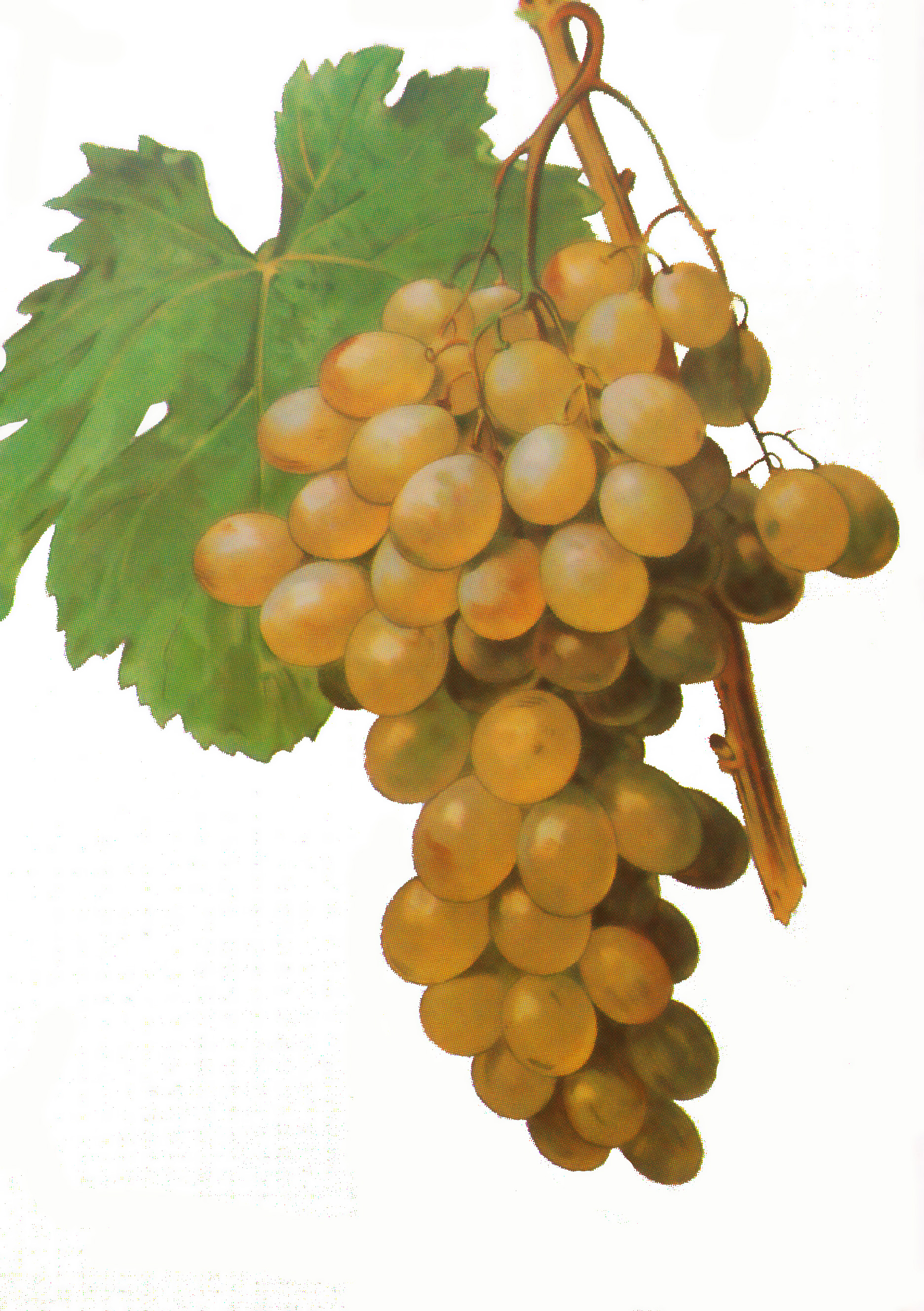
亚历山大麝香

亞歷山大麝香（英文：Muscat of Alexandria）是葡萄的一種，又名是亞歷山大慕斯卡。原产于北非，从公元前就开始种植，是埃及原產的最古老的葡萄品種之一。在罗马帝国时期从埃及的亚历山大港传播到地中海的各个地方。果实大而长，呈淡黄绿色，味道甜美，具有浓郁的麝香味。有“葡萄皇后”的綽號。在西班牙、意大利和南非，它被作為水果食用，而在南欧、非洲、南美、加利福尼亚和澳大利亚，它被用作酿酒的原料。果汁用作冰淇淋，果凍，糕點等。许多葡萄品种都是以亚历山大麝香为原種培育。

## 外部連結
- （德文）